# Qalipu Mi’kmaq First Nation
Die Qalipu Mi’kmaq First Nation ist eine der jüngsten First Nations in Kanada, und zugleich die mit Abstand zahlenmäßig größte. Zu der auf Neufundland lebenden Gruppe zählten im Dezember 2013 fast 24.000 von der Regierung als Indianer anerkannte Mitglieder. Die First Nation entstand erst 2011 und war das Ergebnis von rund vier Jahrzehnte langen Verhandlungen um Anerkennung durch die Behörden, und damit um Registrierung durch das zuständige Ministerium, das Department of Aboriginal Affairs and Northern Development.
Der Name leitet sich von Qalipu ab, von der Bezeichnung der Mi’kmaq für das Karibu, das nordamerikanische Ren. Bedingung für die Aufnahme ist die Zugehörigkeit zu einer bereits vor 1949 bestehenden Mi’kmaq-Gemeinde. Die Abstammung kann auf Geburt oder Adoption basieren. Der Nachweis erfolgt entweder über Zensusaufzeichnungen, historische Quellenbelege, kirchliche oder Schulaufzeichnungen oder einfache Bestätigungen aus persönlicher Kenntnis eines Stammesmitglieds oder aus der oralen Überlieferung. Grundlage ist jedoch üblicherweise das sogenannte Long Form Birth Certificate, eine ausführliche Geburtsurkunde bzw. ein Stammbaum. Ein sogenanntes Blood Quantum, eine Mindestzahl an „rein“ indianischen Vorfahren ist nicht erforderlich.

## Geschichte der Verhandlungen
Als Neufundland 1949 als letzte Provinz der kanadischen Föderation beitrat, bestanden keinerlei Verträge über Land oder Reservate (Indian reserves), so dass das Indianergesetz (Indian Act) nicht auf sie angewandt wurde. Dennoch kam es gelegentlich zu ad hoc erfolgten Zuwendungen auf der Basis dieses Gesetzes, jedoch ohne Systematik.
Die Mi’kmaq auf Neufundland waren aufgrund des Indian Act also nicht als Indianer anerkennungsfähig, doch vereinigten sie sich in der Native Association of Newfoundland and Labrador, der späteren Federation of Newfoundland Indians (FNI). Auf der Insel gehörten 1972 sechs sogenannte bands zur FNI. Diese waren die Benoits Cover First Nations (heute Elmastogoeg), die Corner Brook Indian Band, die Flat Bay Indian Band, die
Gander Bay Indian Band, die Glenwood Mi’kmaq First Nation und die Port au Port Indian Band. Sie bemühten sich um Anerkennung und um den Schutz ihrer gesellschaftlichen, kulturellen, wirtschaftlichen und Bildungsrechte.
Zunächst erklärte sich die Provinz mit der Klärung der genealogischen Abstammungsverhältnisse einverstanden, die Verhandlungen um Anerkennung konnten beginnen. Als erstes gelang es den Mi’kmaq von Conne River in das Anerkennungsprocedere einzutreten, denn sie waren, im Gegensatz zu den anderen Mi’kmaq-Gruppen „resident in designated native communities“, Bewohner einer der Orte der Ureinwohner. Infolgedessen zog sich die Gruppe aus dem FNI zurück, nachdem sie Anerkennung nach dem Indianergesetz gefunden hatte. Die FNI setzte ihre Abstammungsstudien fort und wandte sich direkt an Ottawa. David Crombie, der leitende Minister des Department of Indian Affairs and Northern Development, forderte die Provinzregierung auf, an den Drei-Parteien-Verhandlungen teilzunehmen, doch lehnte diese ab.
1989 reichte die FNI Klage vor dem Obersten Gerichtshof ein, zudem schlossen sich drei weitere Bands der Föderation an, nämlich die Exploits Indian Band (heute Sple’tk First Nation), die St. George’s Indian Band sowie die Stephenville/Stephenville Crossing Band (heute Indian Head First Nations). Nun schlug das Indianerministerium vor, das Verfahren auszusetzen, um eine Vereinbarung diskutieren zu können, worauf sich die FNI einließ. Als es jedoch zu keinen Fortschritten kam, nahm die FNI 2001 das Verfahren wieder auf. 2002 legte die FNI Kanada einen Vorschlag für ein „Mi’kmaq Regime“ vor. 2002 musste jede Mitgliedsgruppe Kriterien festlegen, die für die Aufnahme jeder einzelnen Person in ihren Stamm (Band) gelten sollten.
Marc Lalonde sollte in den Verhandlungen vermitteln. Es bestand Konsens, dass alle Mitglieder der FNI die Registrierung unter dem Indian Act wollten, die FNI garantierte die Abstimmung durch alle Mitglieder. Kanada schlug vor, die Neufundland-Mi’kmaq als landlosen Stamm zu betrachten, der aber alle anderen Kriterien für die Anerkennung erfüllen musste.
Auf dieser Basis begannen 2003 die Vorverhandlungen. Wieder wurde die Klage ausgesetzt, 2004 kam es zu offiziellen Verhandlungen. Dabei repräsentierte die FNI 10.500 Mi’kmaq, mehr als 10.000 Mi’kmaq waren über ihre Bands vertreten. Am 30. November 2007 kam es zu einer entsprechenden Grundsatzvereinbarung. 90 % der Mitglieder votierten am 30. März 2008 für die Annahme des Ergebnisses, Ottawa ratifizierte den Vertrag im Juni 2008. Bis zum 30. November 2009 gingen 25.000 Anträge auf Mitgliedschaft in der Qalipu Mi’kmaq First Nation Band ein, von denen 11.000 vom Enrolment Committee zugestimmt wurde. Am 14. Juni 2011 wies der Oberste Gerichtshof von Kanada alle Widersprüche ab. Damit entstand der mit Abstand größte Indianerstamm Kanadas. Im Dezember 2011 zählte er 21.424 Angehörige, im Dezember 2013 waren es 23.927.

## Regierung, Wahlen
Die Regierung des Stammes obliegt einem Band Council (Stammesrat). Dieser Rat ging aus dem Board of Directors der Federation of Newfoundland Indians hervor. Er besteht aus dem Chief (Häuptling) Brendan Sheppard aus Flat Bay und zwei Vice Chiefs für die westlichen und mittleren Regionen (2011 waren dies Kevin Barnes und Terry Mills). Hinzu kommen neun sogenannte Electoral Ward Councillors. Jeder Wahlberechtigte wählt in dem Ward (Bezirk), in dem er lebt. Wer in keinem der Bezirke lebt, ist dort abstimmungsberechtigt, wo er zuletzt gelebt hat, oder dort, wo er zugeordnet wurde, als er resp. sie von den Behörden als Mitglied anerkannt wurde. Jeder Wahlberechtigte kann eine Stimme für den Häuptling, eine für den für seine Region zuständigen Vice Chief und eine für den lokalen Electoral Ward Councillor abgeben.
Es bestehen Departments (Abteilungen oder Ministerien) für Arbeit, Unternehmen, Gesundheit, Kultur und Überlieferung (heritage) sowie für Finanzen und Verwaltung. Die lokalen Band Councils (Stammesräte) bestehen fort.